# Rocha sedimentar

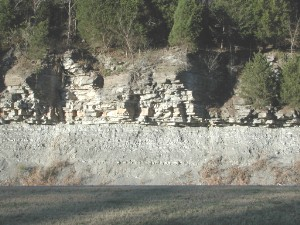
Rochas sedimentares, com xisto coberto por calcário. Cumberland Plateau, Tennessee, Estados Unidos.

As rochas sedimentares são rochas formadas através da deposição, e consequente cimentação ou consolidação de fragmentos provenientes de material mineral ou material orgânico.
No caso do material mineral, os respectivos fragmentos, denominados de detrito geológico, são provenientes da meteorização e da erosão. Estes fragmentos minerais são transportados pelo gelo, vento, água, movimento de massas geológicas ou glaciares, sendo estes agentes denominados de agentes de denudação. No caso do material orgânico, os respetivos fragmentos, denominados de detrito biológico, são geralmente provenientes de corpos e partes de organismos subaquáticos, essencialmente conchas, assim como das suas massas fecais. As rochas sedimentares acumulam-se em planaltos na crosta terrestre, tendo sido geralmente , conhecido como fundos marinhos, cobrindo cerca de 75% da superfície terrestre e 90% dos leitos marinhos, correspondendo ainda a 5% do volume da crosta terrestre.
Algumas rochas sedimentares, por serem formados por detritos biológicos, são importantes fontes de combustível fóssil, como petróleo e carvão. As rochas sedimentares são um dos três grupos de rochas. Os outros dois grupos são as rochas ígneas, também denominadas de rochas magmáticas; e as rochas metamórficas, esta classificação em três grupos é feita com base na sua origem.

## Formação
As rochas sedimentares classificam-se em três grupos de acordo com a sua origem e formação:
- Rochas sedimentares detríticas ou clásticas - pela deposição das partículas originadas por meteorização e erosão de outras rochas;
- Rochas sedimentares quimiogénicas - pela precipitação de substâncias em solução;
- Rochas sedimentares biogénicas - pela deposição dos materiais de origem biológica.

As rochas sedimentares podem ainda ser classificadas em: 
- Consolidadas - quando os detritos se apresentam ligados por um cimento, como é o caso das brechas, conglomerados, arenitos, siltitos e argilitos,
- Não consolidadas - quando os detritos não estão ligados entre si, como no caso das cascalheiras, areias, siltes e argilas.

Durante o seu processo de formação as rochas sedimentares passam por duas etapas a sedimentogénese e a  diagénese ou litificação.
Sedimentogénese
A sedimentogénese é um conceito que integra todos os processos que produzem sedimentos e os transportam para as zonas de acumulação, inclui a  meteorização, a erosão, o transporte e deposição.
Diagénese
A diagénese corresponde a um conjunto de fenómenos que transformam uma  rocha sedimentar não consolidada em rocha sedimentar consolidada, e compreende: a compactação, a cimentação, a metassomatose e a recristalização.
Rochas sedimentares contêm informações importantes sobre a história da Terra, como por exemplo, os fósseis, os restos preservados  de antigas plantas e animais. A composição dos sedimentos nos fornecem pistas sobre a rocha original. As diferenças entre as sucessivas camadas indicam mudanças de ambiente que ocorreram ao longo do tempo. Rochas sedimentares podem conter fósseis porque, ao contrário da maioria das rochas ígneas e metamórficas, elas se formam a temperaturas e pressões que não destroem os restos fósseis.
As rochas sedimentares cobrem os continentes da crosta terrestre extensivamente, mas a contribuição total das rochas sedimentares estima-se que seja de apenas cinco por cento do total. Dessa forma, vemos que as sequências sedimentares representam apenas uma fina camada de uma crosta composta essencialmente de rochas ígneas e metamórficas.

## Classificação

### Rochas sedimentares clásticas (mecânicas)
Rochas sedimentares clásticas são compostas por fragmentos de materiais derivados de outras rochas. São compostas basicamente por sílica (ex: quartzo), com outros minerais comuns, como feldspato, anfibólios, argilominerais e raramente alguns minerais ígneos mais exóticos.
A classificação das rochas sedimentares clásticas é complexa, porque há muitas variáveis envolvidas. A granulometria (tanto o tamanho médio, como a gama de tamanhos de partículas), a composição das partículas, do cimento e da matriz (o nome dado às pequenas partículas presentes nos espaços entre os grãos maiores) são tomadas em consideração. Em relação à granulometria, pode dizer-se que, por exemplo, a argila pertence ao grupo com partículas mais finas, os arenitos com partículas de tamanho intermédio, e os conglomerados formados por partículas maiores.

### Rochas sedimentares biogênicas
Rochas sedimentares biogênicas são formadas por materiais gerados por organismos vivos, como corais, moluscos e foraminíferos, que cobrem o fundo do oceano com camadas de calcite que podem mais tarde formar  calcários. Outros exemplos incluem os estromatólitos, e o sílex encontrado em nódulos em giz (que é em si uma rocha sedimentar biogênica, uma forma de calcário).

### Rochas sedimentares quimiogênicas
Rochas sedimentares quimiogênicas podem se formar quando em soluções minerais, tais como a água do mar que se evapora. Os exemplos incluem o calcário, o halite e o gesso.

## Outras informações
As rochas sedimentares são economicamente importantes na medida em que podem ser utilizados como material de construção. Além disso, muitas vezes formam reservatórios em bacias sedimentares, em que petróleo e outros hidrocarbonetos podem ser encontrados.
Acredita-se que os níveis relativamente baixos de emissões de dióxido de carbono na atmosfera da Terra, em comparação com a de Vênus, é devido a grandes quantidades de carbono sendo preso em calcário e dolomita. O fluxo de carbono a partir de sedimentos marinhos erodidos faz parte do ciclo do carbono.
A forma das partículas em rochas sedimentares tem um efeito importante sobre a capacidade de microrganismos para colonizá-los. Esta interação é estudada pela microbiologia. Uma medida da forma dessas partículas é o fator cilindricidade, também conhecido como o número Krumbein, do nome do geólogo que o propôs.